# 한호문
한호문(韓好問, 1564 ~ ?)은 조선 후기의 무신으로, 자(字)는 선경(善卿), 본관은 청주이다. 음서로 관직에 올라 정헌대부 중추부지사 겸 오위도총부도총관 훈련원지사에 이르렀다. 봉호는 서원군(西原君)이다. 한확(韓確)의 7대손이자 태종의 12남 익녕군의 외5대손이다.

## 생애

### 출생과 가계
할아버지는 배천군수(白川郡守)를 지냈고 증 가선대부 병조참판(嘉善大夫 兵曹參判)과 서림군(西林君)에 증직된 한창서(韓昌緖)이고, 아버지는 어모장군 충의위(禦侮將軍 忠義衛)와 가선대부 동지중추부사(嘉善大夫 同知中樞府事), 형판(刑判)을 지내고 사후 증 정헌대부 의정부좌참찬(贈正憲大夫 議政府左參贊) 겸 오위도총부도총관(五衛都摠府都摠管)과 서원군(西原君)에 추증된 한강(韓綱)이고, 어머니는 우계이씨(羽溪李氏)로 지중추부사 이전(李晉+戈)의 딸이다. 형제로는 한선문, 한의문, 한사문 등과 칠계군 헌민공 윤탁연의 아들 윤길원에게 출가한 누이가 1명 있다. 그의 형제들은 그의 아버지 한강보다 앞서 사망하였다.
양절공 한확(韓確)의 7대손으로 그의 아들 공안공 한치인(韓致仁)의 6대손이며, 소혜왕후의 종6대손이 된다. 또한 세종의 왕자 계양군 이증의 부인 정선군부인 청주한씨(旌善郡夫人 淸州韓氏) 역시 그의 6대 대고모가 된다.

### 관료 생활
음보(蔭補)로 관직에 올라 여러 관직을 거쳐 1598년(선조 31년) 선전관(宣傳官), 1599년 (선조 32년) 5월 3일 하양 현감(河陽縣監)으로 부임하였다. 1602년(선조 35) 9월 14일 군기판관(軍器判官)을 거쳐, 12월 16일 영흥판관으로 나갔다. 1603년(선조 36년) 11월 29일 서산(瑞山)으로 부임하였고, 그가 서산군수로 부임한 내용은 서산군읍지(충청남도)(瑞山郡邑誌(忠淸南道))의 선생안에도 수록되었다. 1607년 9월 4일 도총경력에 임명되었다.
1614년(광해군 6년) 7월 30일 화기도감 우변낭청(火器都監右邊郎廳)에 임명되었다. 1615년(광해군 7년) 화기도감에 낭청으로 참여한 공로로, 그해 12월 29일 화기도감 도제조 이하 관원을 시상할 때 승급되었다. 이후 경원부사(慶源府使)에 제수되었으나 부모의 나이가 70  고령임을 들어 사직하였다.
1623년(인조 1년) 9월 19일 밀양부사(密陽府使)로 부임하였다가 '경원부사(慶源府使)에 제수되었을 때는 부모의 나이가 70세임을 들어 상소하여 사직하더니, 본직에 제수되자 아무렇지도 않은 듯 태연히 부임하였다'는 이유로 사간원의 탄핵을 받고 파직되었다. 그러나 그해 9월 20일 죄인 명단에서 특별히 정계되었다. 명단에서 정계된 사유는 알려져 있지 않다. 1626년 4월 13일 겸내금위장(兼內禁衛將) 1627년(인조 5) 1월 정묘호란 당시 소현세자를 배종하였다. 그해 4월 5일 상현궁(上弦弓) 1장(張)을 사급(賜給)받았다.
1633년(인조 11년) 9월 명나라에서 사신이 오자 서원군(西原君)으로 호송관(護送官)에 임명되어 사신을 접대하였다. 10월 4일 명나라 사신을 모화관에서 접대한 것을 보고하였다. 1636년 겨울 병자호란 당시 훈련원 도정(訓鍊院都正)으로 인조 등을 수행하여 남한산성으로 들어갔다. 1637년 1월 인조의 정축하성 직후 작성된 호종록에 그의 명단이 수록되어 있다.
1637년(인조 15)에는 도정(都正)으로 그 해에 열리는 무과 정시(武科 庭試)에 좌참찬(左參贊) 이덕형(李德泂), 지사(知事) 변흡(邊潝), 동지(同知) 한명욱(韓明勖) 등과 함께 무과 정시(武科 庭試)의 명관(命官)으로 선발되었다. 10월 13일 그 해의 무과 정시 합격자가 5천 수백명이라서, 본업무와 함께 합격자를 정하느라 보고가 40일이 지체된 것을 대죄하였으나 인조가 이를 무마시켰다. 이후 오위도총부 부총관(副摠管)으로 전직되었다. 10월 21일 전시의 시관으로 논박을 나갔는데, 즉시 왔어야 하는데 궐문이 닫힌뒤 천천히 왔다 하여 추고를 청하는 승지 김휼의 계에 의해, 추고받았다. 그해 12월 도총부 부총관과 훈련원도정으로서 예조의 인사 포폄을 마감하는 좌기(坐起)에 참석하였다. 12월 16일 이를 두고 사헌부에서 그가 위인이 용렬하다며 반대했지만, 인조가 그정도는 아니라고 하여 무마시켰다.

### 생애 후반
이후 포도청 좌우포장 등 여러 벼슬을 거쳐 1637년(인조 15) 정축 정시무과(丁丑庭試武科)의 시험관을 맡아보았고, 1638년 12월 17일 장령 안시현(安時賢), 이여익(李汝翊), 지평 박수문(朴守文) 등이 훈련 도정은 무관의 극선(極選)인데 도정 한호문은 평소 이렇다 할 명성도 없고 나이도 늙어 기력이 쇠한데 자리를 차지하고 있은 지 이미 오래이므로 사람들에게 비웃음과 손가락질 받는 것과, 일을 처리할 때 거칠고 비루한 행동을 많이하여 위인이 용렬하다며, 훈련원의 장(長) 자리를 결코 감당하기 어렵다는 이유로 파직을 청하였으나 인조가 거부하였다. 12월 19일 사헌부 장령 안시현(安時賢)ㆍ이여익(李汝翊), 지평 이운재(李雲栽) 등이 다시 그의 파직을 청하였으나 인조는 유시를 내렸다며 돌려보냈다.
1644년(인조 22년) 무렵 자헌대부(資憲大夫) 서원군(西原君)이 되고, 1645년 포도대장이 되었다. 1645년 12월 25일 사간원이 그의 추고를 청하여 논계받았다. 추고를 청한 이유는 알려져있지 않다. 1646년(인조 24년) 1월 소현세자빈 강빈이 인조 등을 저주했다는 강빈 옥사가 발생, 포도청 좌포장(左捕將)으로 궐내에 대기하였다. 1월 5일 인조는 좌우포장 한호문(韓好問)ㆍ신경진(申景珍)을 명하여 불러서 전교하기를 “지금은 기밀(機密)을 조금도 늦출 수가 없으니 야금(夜禁)을 십분 더욱 엄하게 단속하고, 경도 또한 옛 전례에 따라 친히 순찰하여 흉한 무리들로 하여금 밤새도록 왕래하지 못하게 하라.” 하였다. 1646년 2월 5일 좌변포도대장으로 패초를 받았으나, 도착이 늦어 문제가 되기도 하였다. 그러나 그는 제때 출발하였다는 승지 여이재의 보고로 그는 문제되지 않았다. 1648년(인조 26년) 10월 무과(武科)의 일소(一所)의 시관(試官)이었으나 병을 이유로 패초에 나오지 않았다가 그해 10월 14일 승정원의 탄핵을 받고 추고되었다. 정헌(正憲) 중추부동지사(中樞府同知事)를 거쳐 최종 관직은 중추부지사 겸 오위도총부도총관(五衛都摠府都摠管) 훈련원지사(訓鍊院知事)에 이르렀다.

## 가족 관계
그의 동생 한의문의 부인이 도적에게 살해당한 일이 인조실록에 등장한다.
- 아버지 : 한강(韓綱, 1535년 ~ 1629년 4월 26일[2])
- 어머니 : 우계 이씨(羽溪 李氏) - 지중추부사 겸 비변사, 군기시제조 이전(李晉+戈)의 딸
  - 남동생 : 한선문(韓善問)
  - 동생 : 한의문(韓疑問, 1572년 ~ 1646년 이전)
  - 동생 : 한사문(韓思問)
  - 누이 : 칠원 윤씨 윤길원(尹吉元)의 처
  - 정부인 : 남양 홍씨(南陽洪氏, ? ~ ?년 5월 2일), 부사(府使) 홍여성(洪汝誠)의 딸
  - 계부인 : 전주 이씨(礪山 宋氏, ? ~ ?년 8월 4일) - 이순(李蕣)의 딸
  - 아들 : 한구(韓𩒮) 
    - 손자 : 한명우(韓明遇)

## 같이 보기
- 한확
- 한치인
- 한치형
- 소혜왕후
- 윤탁연
- 윤길원

## 기타
아버지 한강 내외의 묘소는 경기도 양주군 북면(北面) 진답리(陳沓里) 술좌진향(戌座辰向)에 있었는데, 뒤에 양주군 은현면 용암리로 옮겼다.
묘소 인근에는 한확의 부인 남양부부인 홍씨 묘소가 조성된 이래, 그의 일가의 묘역과 양주시정수장, 서정대학 등이 소재해 있다.
한편 한확의 묘는 남양주시 조안면 능내리 산 69-5 (능내리 단산로 551)에 있다.

## 참고 문헌
- 선조실록, 광해군일기
- 승정원일기
- 유촌일기(柳村日記)
- 죽계일기(竹溪日記)